# Françoise de Lorraine-Mercœur

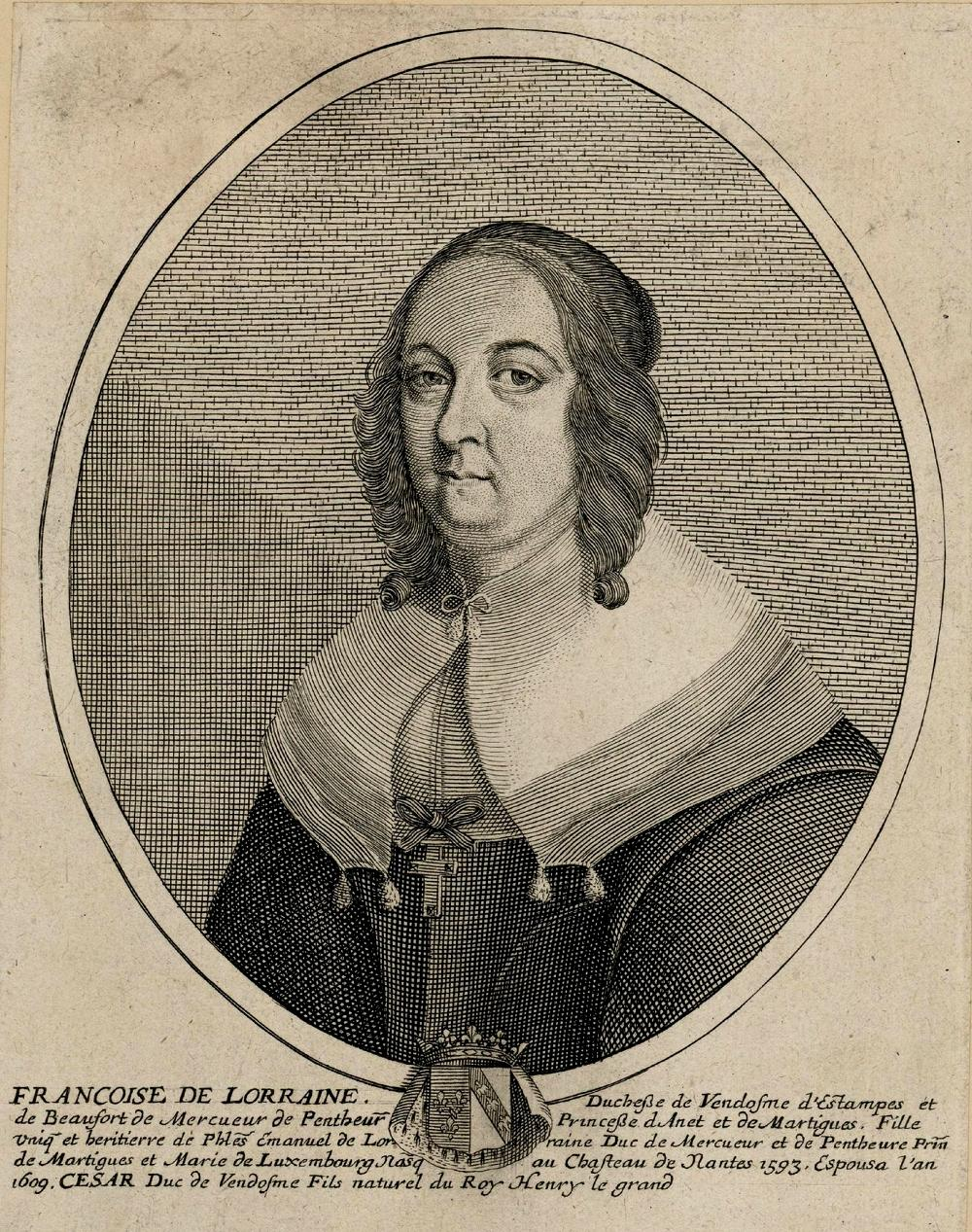
Porträt von Françoise de Lorraine (1592–1669)

Françoise de Lorraine (* November 1592; † 8. September 1669 in Paris) war eine französische Adlige. Sie war eine Urenkelin des Herzogs Anton II. von Lothringen, Nichte der französischen Königin Louise (Ehefrau Heinrichs III.) und Schwiegertochter des französischen Königs Heinrich IV.

## Biografie

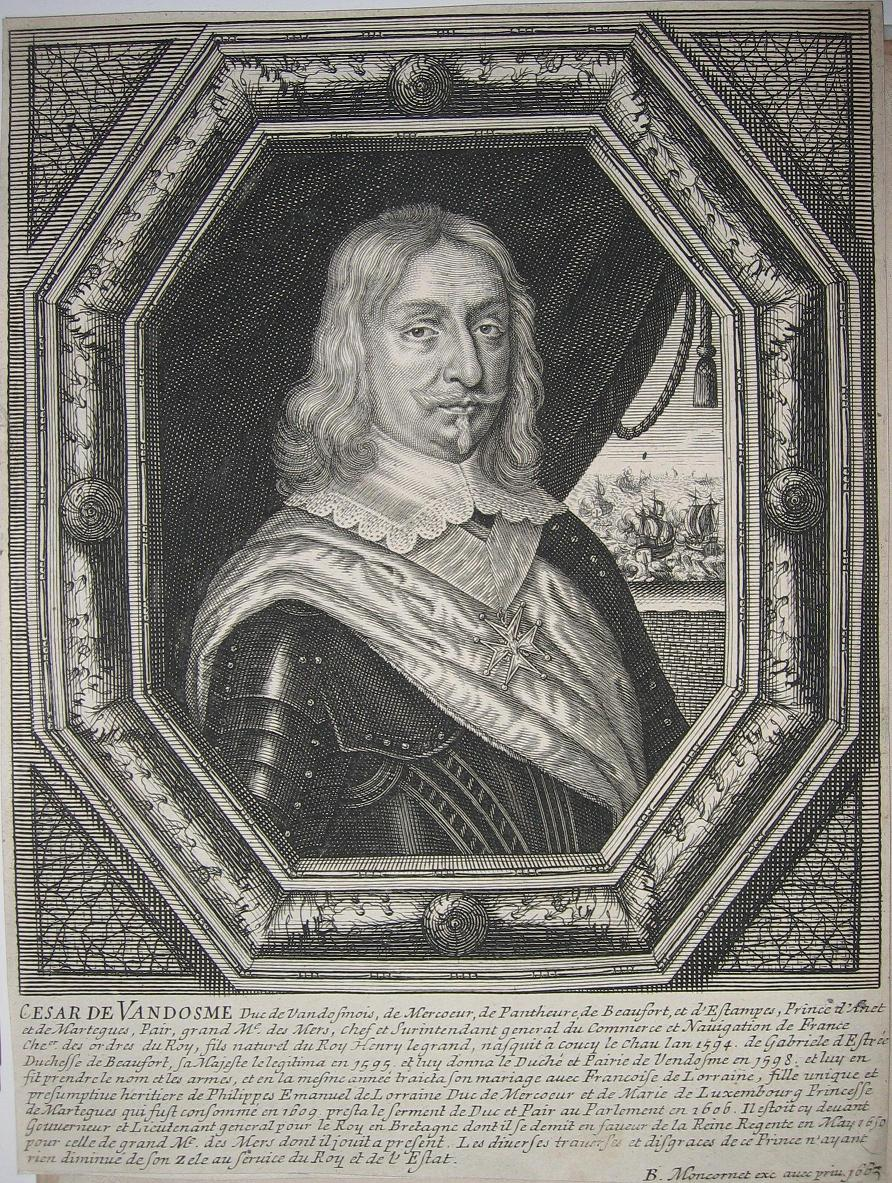
Porträt von César de Bourbon, Herzog von Vendôme (1594–1665)

Françoise, geboren im November 1592 (das genaue Datum ist nicht bekannt), war das ältere von zwei Kindern von Philippe-Emmanuel de Lorraine, Herzog von Mercœur in der Auvergne, und dessen Frau Marie de Luxembourg, Herzogin von Penthièvre in der Bretagne. Ihr älterer Bruder Philippe Louis war bereits 1590 als Kleinkind gestorben, wodurch Françoise Erbin eines beträchtlichen Vermögens und zweier Herzogtümer wurde. Françoise war die Nichte der Königin Louise de Lorraine-Vaudémont, Halbschwester Philippe-Emmanuels und Ehefrau Heinrichs III.
Ihr Vater, der auf Seiten der Spanier gegen den französischen König Heinrich IV. gekämpft hatte, war im Frieden von Vervins am 2. Mai 1598 einen Hochzeitsvertrag für seine Tochter Françoise (zu diesem Zeitpunkt noch keine sechs Jahre alt) eingegangen, wonach Françoise César de Bourbon, Herzog von Vendôme heiraten sollte. Vendôme war das älteste der Kinder Heinrichs IV., die dieser mit seiner Mätresse Gabrielle d’Estrées hatte. Heinrich hatte seinen unehelichen Sohn César 1595 legitimiert.
Die Hochzeit fand am 16. Juli 1609 im Schloss Fontainebleau statt. Die Braut war 16 Jahre alt, der Bräutigam 15. Aus der Ehe entstammten drei Kinder (siehe unten). Françoise und César waren die Großeltern väterlicherseits des Großen Vendôme.
Françoise de Lorraine starb am 8. September 1669 mit 76 Jahren in Paris.

## Nachkommen
1. Louis I. de Bourbon, duc de Vendôme (1612–1669)
2. Élisabeth de Bourbon, Mademoiselle de Vendôme (1614–1664)
3. François de Bourbon-Vendôme, duc de Beaufort (1616–1669)